# Tore Brovold
Tore Brovold (* 12. Juni 1970 in Hamar) ist ein ehemaliger norwegischer Sportschütze.

## Erfolge
Tore Brovold, der für den Verein Ostlandske Sportsskyttere antrat, nahm an zwei Olympischen Spielen im Skeet teil. Bei den Olympischen Spielen 2008 in Peking qualifizierte er sich mit 120 Punkten für das Finale. In diesem traf er alle 25 Ziele, sodass es zum Stechen gegen Vincent Hancock um die Goldmedaille kam. Hancock gewann mit vier zu drei Treffern gegen Brovold, sodass letzterer die Silbermedaille gewann. 2012 verpasste er in London als 27. der Qualifikation das Finale deutlich. 
Bereits 2005 wurde Brovold mit der Skeet-Mannschaft in Lonato del Garda Weltmeister.  Dem folgten zwei Bronzemedaillen im Jahr darauf in Zagreb in der Einzel- und der Mannschaftskonkurrenz. 2011 wurde er in Belgrad Vizeweltmeister im Einzel und gewann 2013 nochmals Bronze mit der Mannschaft in Lima. Zudem nahm er, ohne Medaillenerfolg, an den Europaspielen 2015 in Baku teil.